# Colisión aérea en Nantes de 1973

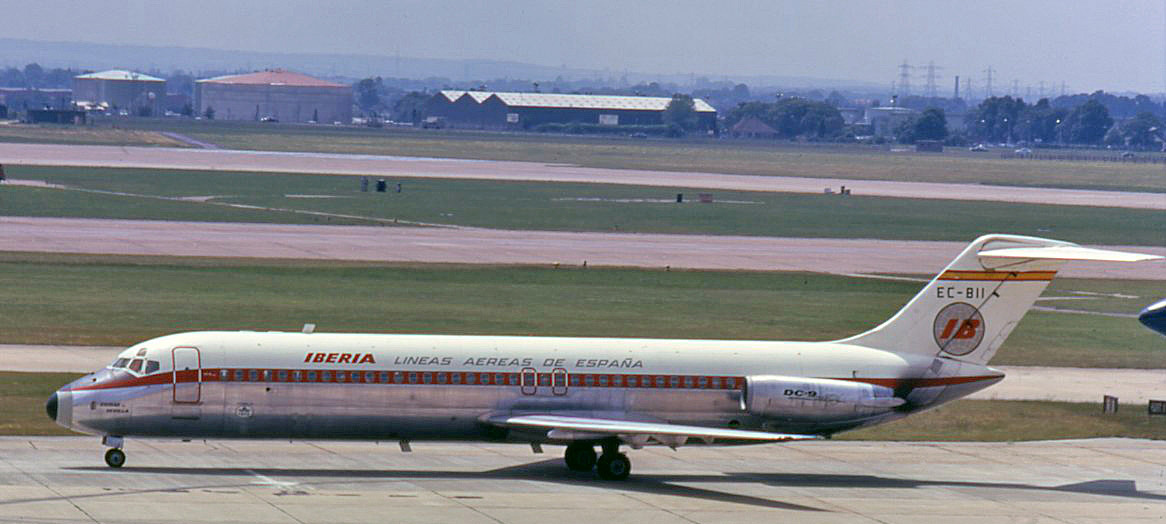
El DC-9 involucrado en el accidente, en 1972

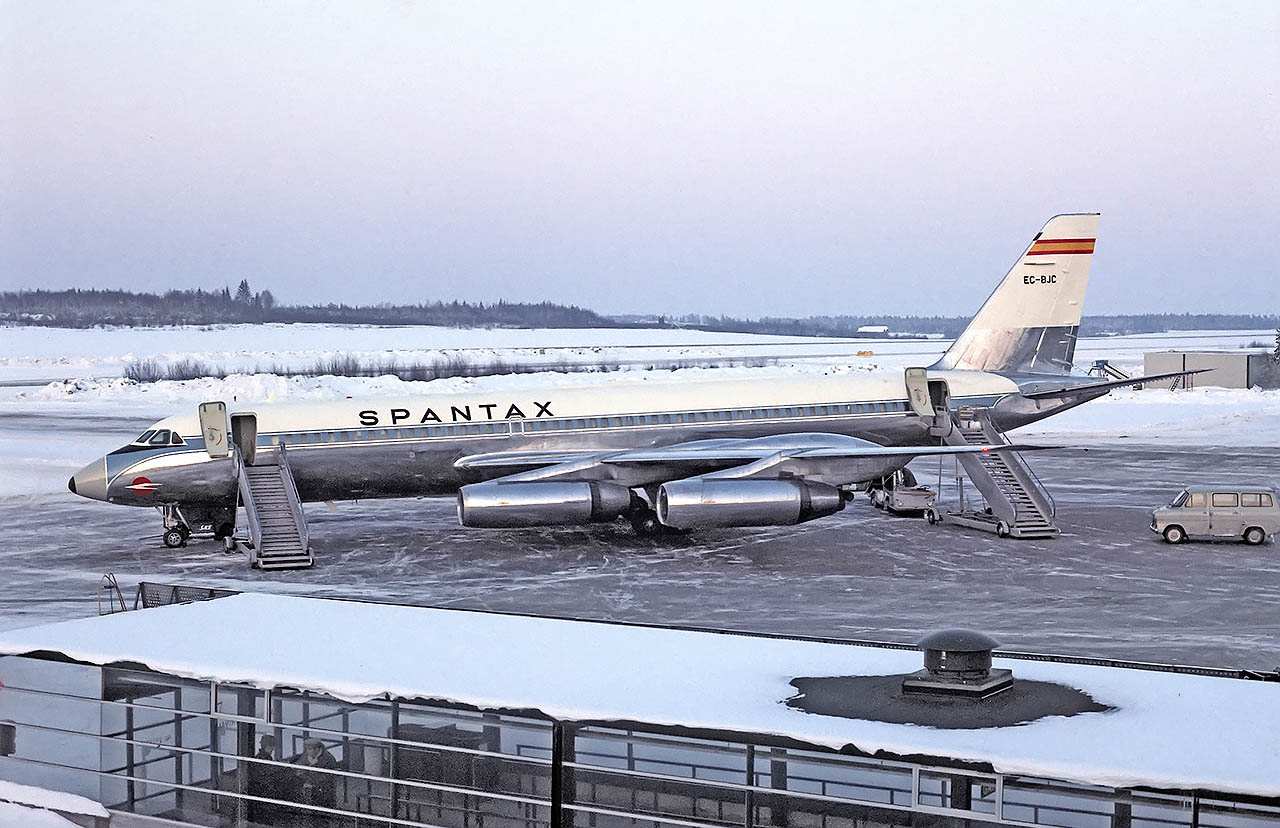
El Convair 990 involucrado en el accidente, en 1969

El 5 de marzo de 1973 un avión McDonnell Douglas DC-9 de Iberia (vuelo 504 de Iberia) que hacía la ruta Palma de Mallorca-Londres y un avión Convair 990 de Spantax (vuelo 400 de Spantax) que cubría la ruta Madrid-Londres chocaron en vuelo en las proximidades de la ciudad francesa de Nantes. Las 68 personas que iban a bordo del avión de Iberia fallecieron, la tripulación del avión de Spantax consiguió hacer un aterrizaje de emergencia en la base aérea de Cognac – Châteaubernard (IATA: CNG, OACI: LFBG), sin víctimas fatales.

## Accidente
El 5 de marzo de 1973, el vuelo de Iberia IB504 cubría la ruta desde el Aeropuerto de Palma de Mallorca hasta el Aeropuerto de Londres-Heathrow, mientras que el vuelo de Spantax BX400 cubría la ruta entre el aeropuerto de Madrid-Barajas y el mismo aeropuerto de Londres.
Ese mismo día, había una huelga de controladores aéreos en Francia, por lo que el gobierno de Francia había dejado en manos de controladores aéreos militares la gestión del tráfico aéreo del país.
Ambos vuelos se encontraban ya sobre el espacio aéreo francés. El DC-9 de Iberia se encontraba a unos 25 km al sureste del VOR de Nantes y volando a 29 000 ft, y se estimaba que llegaría al VOR a las 12:52 GMT. El Convair 990 de Spantax estimaba llegar al VOR a las 13:00 GMT y se encontraba volando a la misma altitud que el avión de Iberia.
Ambas aeronaves recibieron la orden de los controladores del sector de Marina, que se encontraban en la base aérea de Mont-de-Marsan, que les instruyó que contactasen con el siguiente sector de control de tráfico aéreo, situado en la base aérea que se situaba en Brest, Francia.
La tripulación de Spantax se encontraba en la mitad de ambos sectores de control, y tenían dificultades con las escuchas de las órdenes dadas por los controladores del sector Marina, que no respondieron a sus peticiones para hacer unos patrones de espera, para no llegar al VOR antes de las 13:00 GMT, que era su hora fijada para pasar por ese punto de navegación. La tripulación decidió realizar una maniobra para no llegar antes de tiempo, sin autorización de los controladores y dentro de nubes. Empezó un viraje hacia la derecha, momento en el que colisionó con el DC-9 de Iberia. Eran las 12:52 GMT. El DC-9 perdió el control, explotó y se rompió en pedazos antes de llegar al suelo. 
El Convair de Spantax consiguió aterrizar de emergencia en la base aérea de Cognac – Châteaubernard (Francia) con daños en su ala izquierda. Sus 106 ocupantes resultaron ilesos. Los pilotos fueron detenidos, pero puestos en libertad un día después.
Los ocupantes del avión de Iberia, 61 pasajeros y 7 miembros de la tripulación fallecieron. Entre los pasajeros se encontraba, Michael Jeffry, el que fuese mánager de Jimi Hendrix
Tras el accidente, 16 aerolíneas decidieron cancelar sus vuelos que pasaban por el espacio aéreo francés.

## Causas
El informe oficial del accidente llega a la conclusión de que la gestión de tráfico por parte de los controladores militares, que intentaron separar a los aviones por tiempo (para que no llegasen en el mismo momento al VOR) fue insuficiente.
Este tipo de separación, con tan solo 8 minutos de diferencia hubiese necesitado que la tripulación hubiese hecho una navegación muy precisa, asumiendo que no habría problemas meteorológicos, de comunicación o de cualquier otra naturaleza. De lo contrario, habría sido muy difícil haber cumplido con la orden de llegar al VOR a las 13:00 GMT y no antes.
También se responsabiliza a la tripulación del avión de Spantax el haber comenzado la maniobra de espera, para no llegar antes de tiempo, sin haber obtenido autorización de los controladores.
Se culpó a Spantax y al Estado Francés en un 50 %, pero ambas compañías recurrieron esta decisión y el Consejo de Estado Francés culpó en un 85 % al Estado Francés y un 15 % a Spantax. Sentencia que volvió a ser recurrida por las aerolíneas, y finalmente el 26 de julio de 1982 se determinó que la responsabilidad del accidente era exclusivamente de los controladores aéreos del sector de Mont-de-Marsan por tres negligencias graves:
- Asignar el mismo nivel de vuelo a dos aviones que iban hacia el mismo VOR.
- Haber instruido a la tripulación de Spantax maniobras imposibles de realizar.
- Cambiar de frecuencia de radio (a la del siguiente sector de control de tráfico) a los aviones cuando no debían.